# Wim Kok

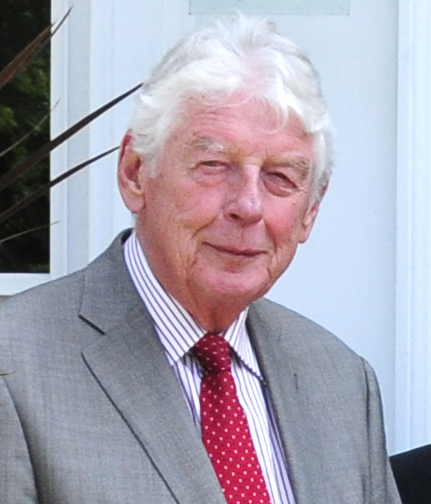
Wim Kok 2011

Wim Kok eller egentligen Willem Kok, född 29 september 1938 i Bergambacht, Nederländerna, död 20 oktober 2018 i Amsterdam, var en nederländsk politiker i det socialdemokratiska partiet Partij van de Arbeid (PvdA). Han var premiärminister i Nederländerna 1994–2002.